# Burg Vildštejn (Seč)
Die Burg Vildštejn (deutsch Wildstein, ursprünglich Wichstein) war eine Burg in Ostböhmen, Tschechien. Ihre Reste befinden sich einen Kilometer südlich von Seč über der Staumauer der Talsperre Seč.

## Geschichte
Die Burg entstand zum Ende des 13. Jahrhunderts auf einem Felsvorsprung linksseitig über dem Tal der Chrudimka. Sie ist seit 1289 nachweisbar und befand sich zu dieser Zeit im Besitz von Hrabiš von Poběnice. 1315 entstand am gegenüberliegenden Ufer die Burg Oheb.
Die Burg wurde mehrmals eingenommen, so zum Ende des 14. Jahrhunderts durch Jišík von Popovec und während der Hussitenkriege durch Jan Hertwig von Rušínov, einen Anführer der Waisen. 1436 erhielt Jiřík von Dubá die Burg von Kaiser Sigismund als Pfand.
Seit der Mitte des 15. Jahrhunderts lag die Burg wüst. Bis 1840 waren größere Reste der Burgfriedes erhalten, die dann abgetragen wurden. Zwischen 1924 und 1934 entstand zu Füßen der Ruine die Talsperre Seč und die über die Dammkrone führende Straße von Seč nach Hlinsko wurde in einem 30 m langen Tunnel unter der Ruine durch den Berg getrieben.